# 中京南通
中京南通（ちゅうきょうみなみとおり）は、愛知県名古屋市中川区の地名。中京南通2丁目及び中京南通3丁目。住居表示未実施。

## 地理
名古屋市中川区北東部に位置する。東は富船町、西と北は長良町、南は四女子町に接する。

## 歴史

### 沿革
- 1940年（昭和15年）1月15日 - 中川区長良町および四女子町の各一部により、同区中京南通として成立[1]。
- 1973年（昭和48年）11月10日 - 一部が澄池町[1]および舟戸町[3]に編入される。

## 世帯数と人口
2019年（平成31年）1月1日現在の世帯数と人口は以下の通りである。
| 町丁     | 世帯数 | 人口 |
| -------- | ------ | ---- |
| 中京南通 | 36世帯 | 58人 |

### 人口の変遷
国勢調査による人口の推移
| 2000年（平成12年） | 82人 | [ WEB 7 ]  |  |
| 2005年（平成17年） | 59人 | [ WEB 8 ]  |  |
| 2010年（平成22年） | 41人 | [ WEB 9 ]  |  |
| 2015年（平成27年） | 44人 | [ WEB 10 ] |  |

## 学区
市立小・中学校に通う場合、学校等は以下の通りとなる。また、公立高等学校に通う場合の学区は以下の通りとなる。
| 番・番地等 | 小学校               | 中学校               | 高等学校 |
| ---------- | -------------------- | -------------------- | -------- |
| 全域       | 名古屋市立常磐小学校 | 名古屋市立長良中学校 | 尾張学区 |

## 交通
- 名古屋市道荒子町線[4]（明石通）
- 名古屋市道名古屋環状線（環状線）
- 愛知県道115号津島七宝名古屋線（佐屋街道）

## 施設
- セントラルヨシダ[2]
- 高尾本社

- 高尾本社（2018年11月）

## その他

### 日本郵便
- 郵便番号 : 454-0816[WEB 3]（集配局：中川郵便局[WEB 13]）。

### WEB
1. 1 2  “愛知県名古屋市中川区の町丁・字一覧”.   人口統計ラボ. 2017年10月7日閲覧。
2. 1 2  “町・丁目(大字)別、年齢(10歳階級)別公簿人口(全市・区別)”.   名古屋市 (2019年1月23日). 2019年1月23日閲覧。
3. 1 2  “郵便番号”.  日本郵便. 2019年2月10日閲覧。
4. ↑  “市外局番の一覧”.   総務省. 2019年1月6日閲覧。
5. ↑  “住所コード検索”. 自動車登録関係コード検索システム.  国土交通省. 2018年10月28日閲覧。
6. ↑  名古屋市役所市民経済局地域振興部住民課町名表示係 (2015年10月21日). “中川区の町名一覧”.   名古屋市. 2017年10月7日閲覧。
7. ↑  名古屋市役所総務局企画部統計課統計係 (2005年7月1日). “（刊行物）名古屋の町(大字)・丁目別人口 (平成12年国勢調査) 中川区” (xls). 2017年10月8日閲覧。
8. ↑  名古屋市役所総務局企画部統計課統計係 (2007年6月29日). “平成17年国勢調査　名古屋の町(大字)別・年齢別人口 中川区” (xls). 2017年10月8日閲覧。
9. ↑  名古屋市役所総務局企画部統計課統計係 (2012年6月29日). “平成22年国勢調査　名古屋の町(大字)別・年齢別人口 中川区” (xls). 2017年10月8日閲覧。
10. ↑  名古屋市役所総務局企画部統計課統計係 (2017年7月7日). “平成27年国勢調査　名古屋の町(大字)別・年齢別人口” (xls). 2017年10月8日閲覧。
11. ↑  “市立小・中学校の通学区域一覧”.   名古屋市 (2018年11月10日). 2019年1月14日閲覧。
12. ↑  “平成29年度以降の愛知県公立高等学校（全日制課程）入学者選抜における通学区域並びに群及びグループ分け案について”.   愛知県教育委員会 (2015年2月16日). 2019年1月14日閲覧。
13. ↑  郵便番号簿 平成29年度版 - 日本郵便. 2019年02月10日閲覧 (PDF)

### 文献
1. 1 2 3  名古屋市計画局 1992, p. 822.
2. 1 2 3  「角川日本地名大辞典」編纂委員会 1989, p. 1488.

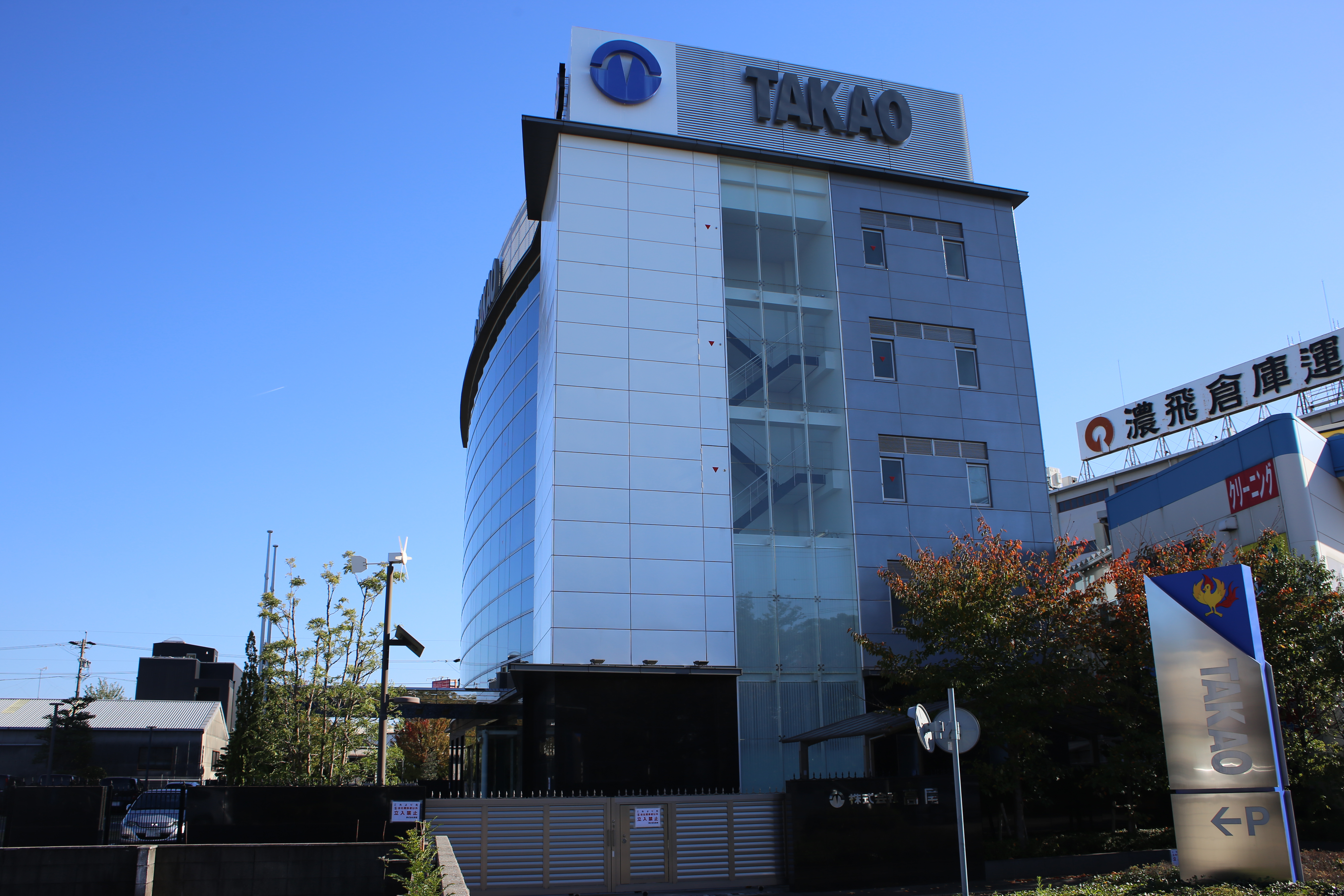
高尾本社（2018年11月）

3. ↑  名古屋市計画局 1992, p. 829.
4. ↑  名古屋市計画局 1992, p. 469.